# Anisotacrus spatiosus
Anisotacrus spatiosus là một loài tò vò trong họ Ichneumonidae.